# 하타쇼정
하타쇼정(秦荘町)은 시가현 에치군에 설치되었던 정이다. 
2006년 2월 13일에, 인접한 에치가와정과 합병해 아이쇼정이 되어 폐지되었다.

## 역사
- 1950년 4월 1일 - 하타카와촌, 야기쇼촌이 합병해 성립하였다.
- 2006년 2월 13일 - 에치가와정과 합병해 아이쇼정이 성립하였다. 동일 하타쇼정은 폐지되었다.

## 교통

### 도로
- 국도 제307호선